# Nicholas Boilvin
Pour les articles homonymes, voir Boilvin.
Nicholas Boilvin ou Boivin (1761–1827) était coureur des bois, marchand et agent indien pour les Winnebagos, les Sauks et les Mesquakies. Il fut un des premiers pionniers à s'établir à Prairie du Chien. Ses fils Nicholas Boilvin, Jr. et William C. Boilvin sont devenus des importants hommes d'affaires au Wisconsin au XIXe siècle,.

## Biographie
Né au Québec, Boilvin était le fils d'un soldat durant la guerre de Sept Ans en Nouvelle-France. Son père acquit une bonne réputation pour son geste de compassion envers un chirurgien américain blessé durant l'invasion du Québec de 1775. Il participa au deuxième traité de Paris de 1783.

## Sources
- (en) « Boilvin, Nicolas 1761 - 1827 », sur wisconsinhistory.org.